# Herkules von Gelsenkirchen

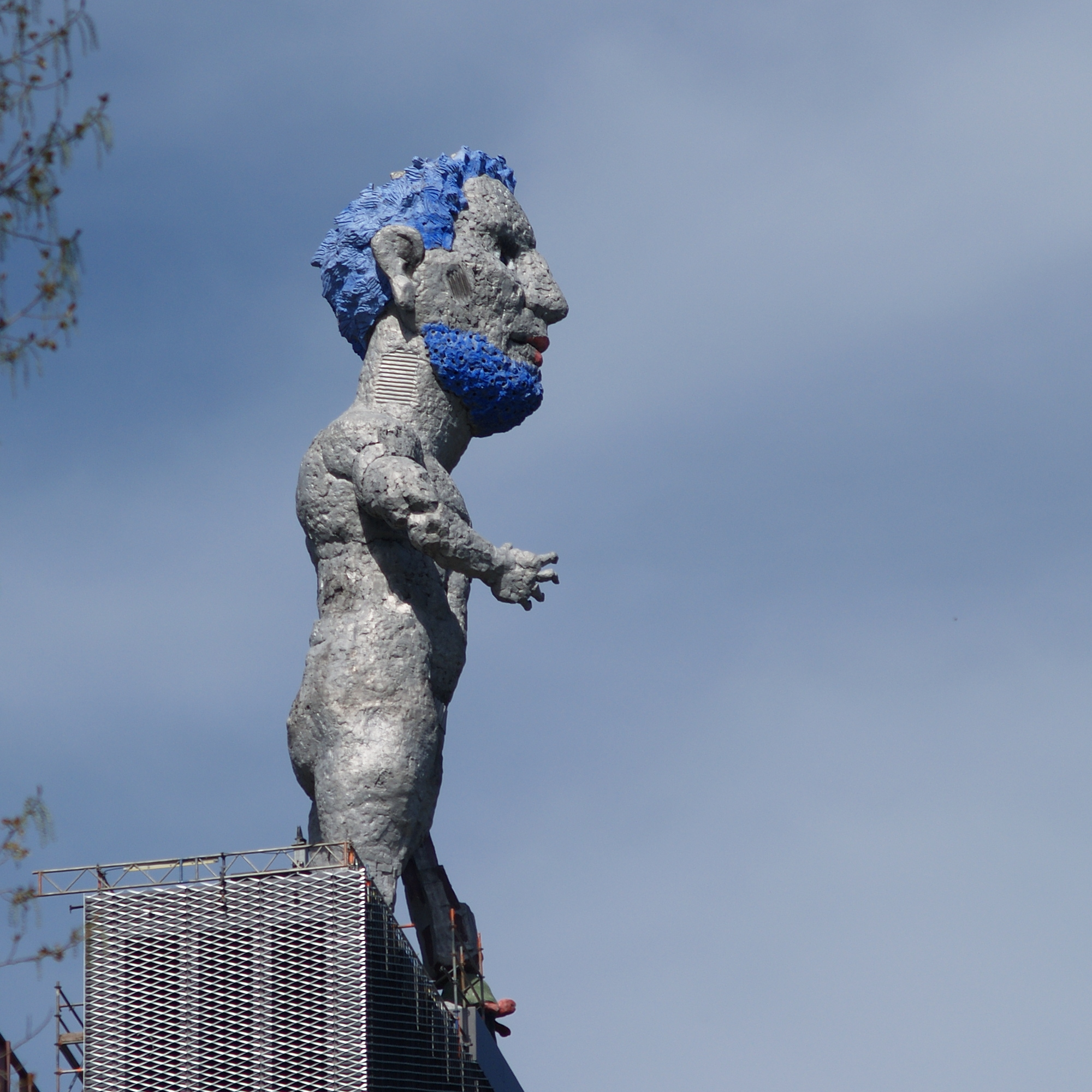
Herkules von Gelsenkirchen

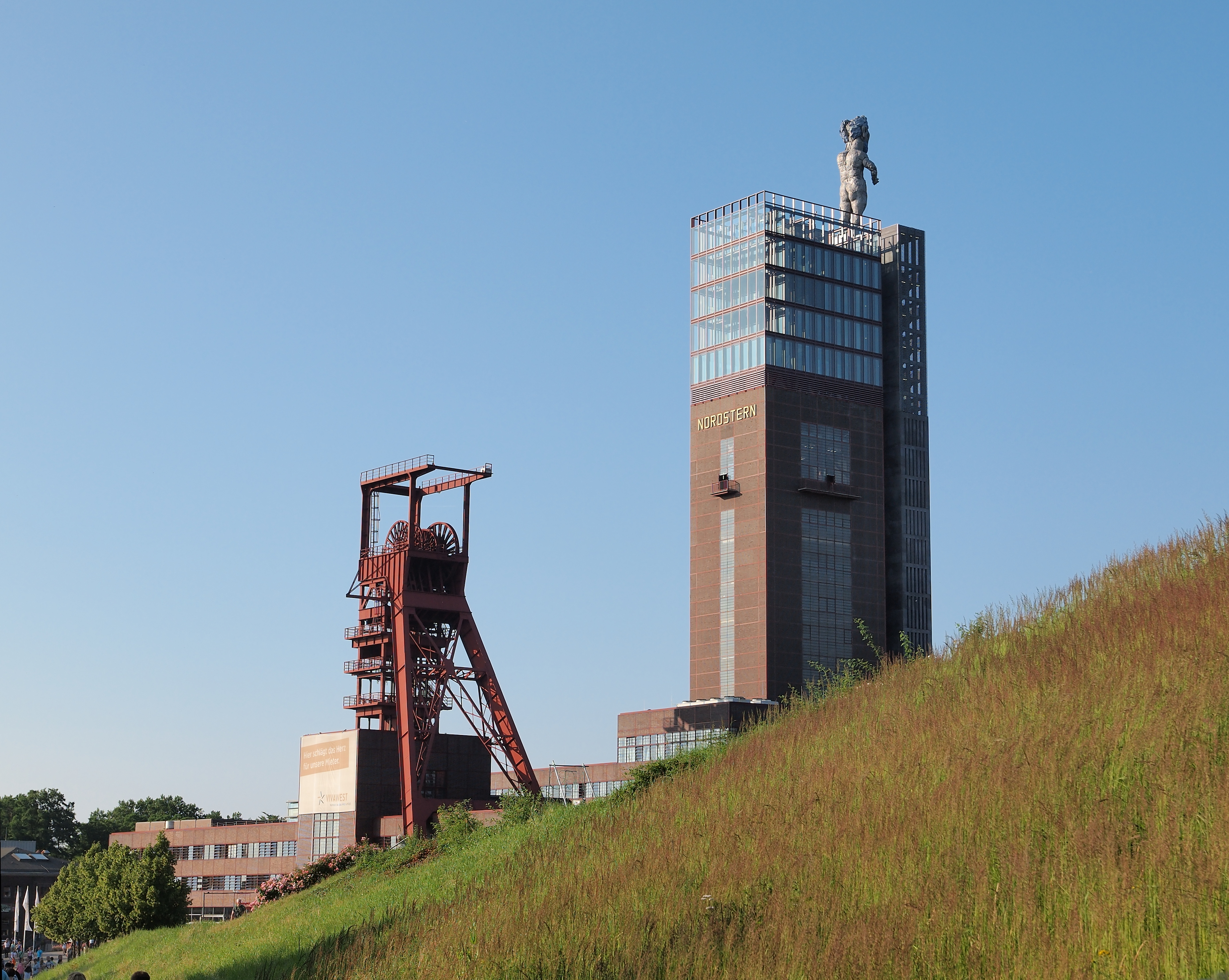
Zeche Nordstern, Förderturm von Schacht 2 mit glasverkleideter Aufstockung und Herkules-Statue

Der Herkules von Gelsenkirchen ist eine Monumentalstatue, die von Markus Lüpertz, seinen Mitarbeitern und einer Kunstgießerei geschaffen wurde. Sie steht auf einem ehemaligen Förderturm der früheren Zeche Nordstern im Nordsternpark im Stadtteil Horst, ist eine ortsbildprägende Landmarke und gilt als ein Wahrzeichen des industriellen und regionalen Strukturwandels im Ruhrgebiet.

## Beschreibung und Ausführung
Der Kopf der Plastik, die sich auf den Heros Herakles aus der griechischen Mythologie bezieht, ist überdimensional. Es scheint so, als könne der Körper ihn kaum halten. Der Herkules besitzt nur einen – im Verhältnis zur Höhe des Akts – verkürzten Arm und einen eher schmächtigen Torso. Der andere Arm fehlt, „sonst ginge die Säulenwirkung der Figur verloren“ (Lüpertz). In der greifenden Hand des dargestellten Arms war in den Vorentwürfen zu der Plastik noch ein Apfel vorgesehen. Im Herkules von Gelsenkirchen wird auf ihn ebenfalls verzichtet. Die Statue ist 18 Meter hoch und besitzt blaue, aufgesprühte Haare, einen roten Mund und zeigt als ihr Attribut die „Herkuleskeule“, die an den Oberschenkel der Figur angelehnt ist und auf einer Schildkröte ruht. Zur Fertigstellung der Plastik wurden 244 Einzelteile aus Aluminiumguss – mit einem Gesamtgewicht von acht Tonnen – miteinander verschweißt. Im Inneren stützt ein Gerüst aus verzinktem Stahl – mit einem Gewicht von 15 Tonnen – den Herkules. Er wurde im Dezember 2010 an seinem Bestimmungsort aufgestellt. Der Gesamtpreis betrug rund zwei Millionen Euro.

## Vorarbeiten
Für das Projekt der Europäischen Kulturhauptstadt RUHR.2010 wurde – als einer der zentralen Festorte des europäischen Kulturprojekts – der denkmalgeschützte Turm des Schachtes II der Zeche Nordstern ausgebaut und renoviert, um zusammen mit dem Herkules eine Höhe von 103 Metern zu erreichen. Vor dem endgültigen Guss erarbeitete Lüpertz 43 kleinere Modelle als Entwürfe (Bozzetti), danach stellte er das Modell für den Herkules in seinem Berliner Atelier aus Holzwolle, Gips und Styropor im Maßstab 1:1 her. Die Düsseldorfer Kunstgießerei Schmäke zersägte das Modell in 244 Einzelteile und führte diese in Aluminium-Guss aus.

## Aussagen von Lüpertz
- Die Arbeit ist gemacht, ich bin fertig, alles hat funktioniert, das ist beglückend.
- Herkules ist ein Troubleshooter, bemerkte er gegenüber der New York Times.
- Die griechische Heldenfigur ist ein Problembeseitiger.[8]
- Herkules ist eine Figur, die Aufgaben bewältigt und Probleme löst. Für ein junges, aufstrebendes Ruhrgebiet ist er also die entsprechende Figur.[9]